# 張昌胤
張昌胤（1607年—1631年），廣西桂林府全州西隅人，明朝政治人物。

## 生平
張昌胤是成化十四年進士張澯的曾孫，年少已經十分聰明，應考童試名列前茅為廩生，十五歲中天啟元年（1621年）舉人，崇禎元年（1628年）會試會魁成進士，獲授庶吉士，與金聲、劉之綸提倡王陽明理學，寫下《志辯志》等文章，二十四歲去世，人們都覺得惋惜。

## 引用
1. 1 2  民國《南昌縣志·卷三十三·人物四》：張昌允，尚書澯曾孫，崇正戊辰進士，髫年聰穎，應童子試皆冠軍即食餼，年十五中天啟辛酉舉人，年二十二中會魁，授翰林院庶吉士，與太史金聲、劉之綸倡明理學，以王陽明先生良知為宗著，立《志辯志》諸篇，年二十四卒，鄉人咸惜其才。 舊志
2. ↑  嘉慶《全州志·卷六·選舉上》：歷朝進士……明……張昌允 西隅人，澯曾孫，崇正元年戊辰科劉若宰榜，選翰林院庶吉士，卒年二十有四，詳人物……歷朝舉人……明……天啟元年辛酉科……張昌允 西隅人，澯曾孫，見進士